# Joachim von Sandrart

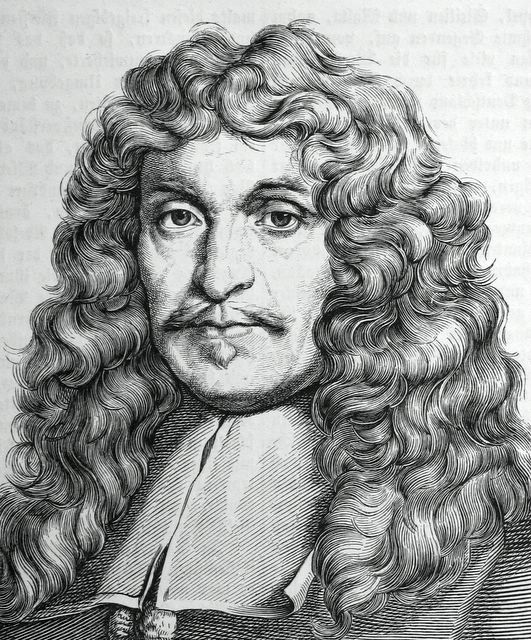
Joachim von Sandrart
(Abb. aus dem Buch Zweihundert deutsche Männer, 1854)

Joachim von Sandrart der Ältere (* 12. Mai 1606 in Frankfurt am Main; † 14. Oktober 1688 in Nürnberg) war ein deutscher Maler, Kupferstecher, Kunsthistoriker und Übersetzer.

## Familie

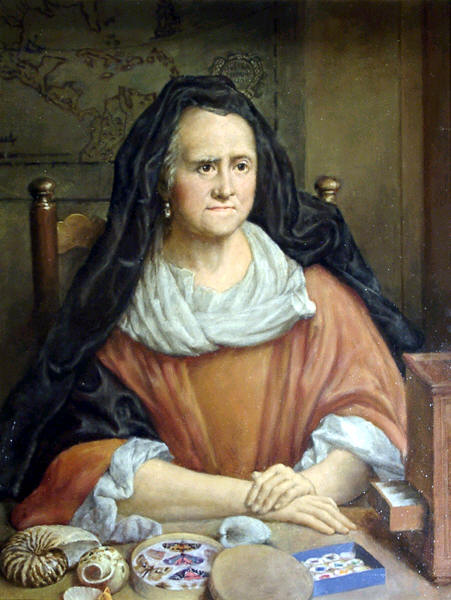
George Desmarées: Porträt der Esther Barbara von Sandrart (geb. Bloemart)

Sandrart stammte aus einer alten Familie aus Mons (niederländisch: Bergen) in der belgischen Provinz Hennegau, deren direkte Stammreihe mit Jean Sandrart (1449–1509), Hauptmann der päpstlichen Garde, beginnt. Dieser erhielt im Jahr 1500 von Papst Alexander VI. die Lehen Lescaille und Fay bei Mons und wurde in den Adelsstand erhoben. Sandrarts Nachkommen siedelten sich später in Frankfurt am Main als Kaufleute an. Joachim von Sandrart erhielt am 20. Juli 1653 in Regensburg die Reichsadels- und Wappenbestätigung.
Am 31. Januar 1637 heiratete er Johanna von Milkau, die Tochter eines calvinistischen Juweliers, der ebenfalls aus den südlichen Niederlanden emigriert war. Nach deren Tod im Jahr 1672 heiratete Sandrart am 5. November 1673 die 45 Jahre jüngere Esther Barbara Bloemart (1651–1733) aus einer Nürnberger Kaufmannsfamilie, deren bekanntes Porträt oft fälschlich für eine Darstellung Maria Sibylla Merians gehalten wird. Beide Ehen blieben kinderlos.
Der Nürnberger Kupferstecher und Kunsthändler Jacob von Sandrart war sein Neffe.

## Leben

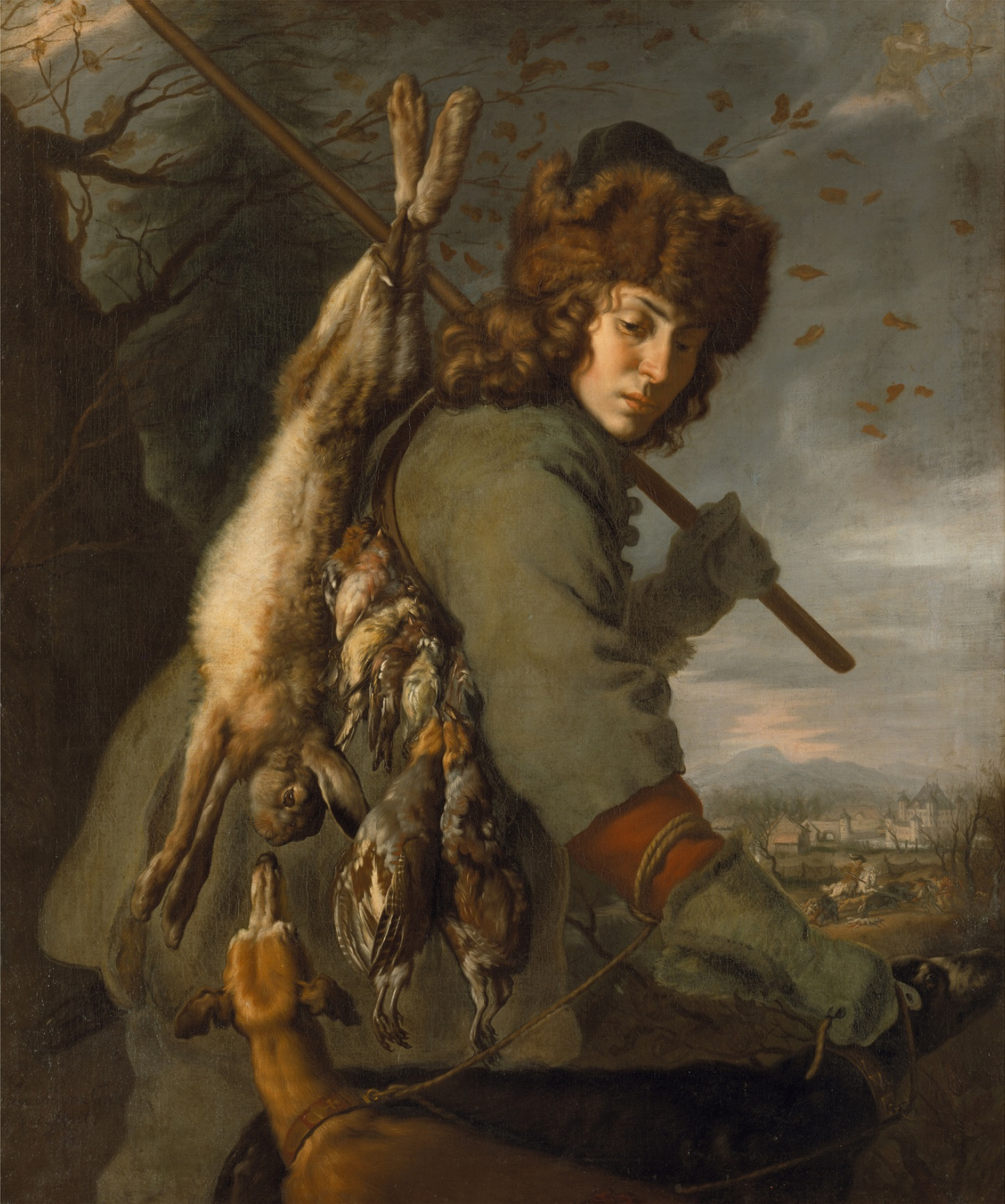
Der November, 1643, Gemäldegalerie Schloss Schleissheim

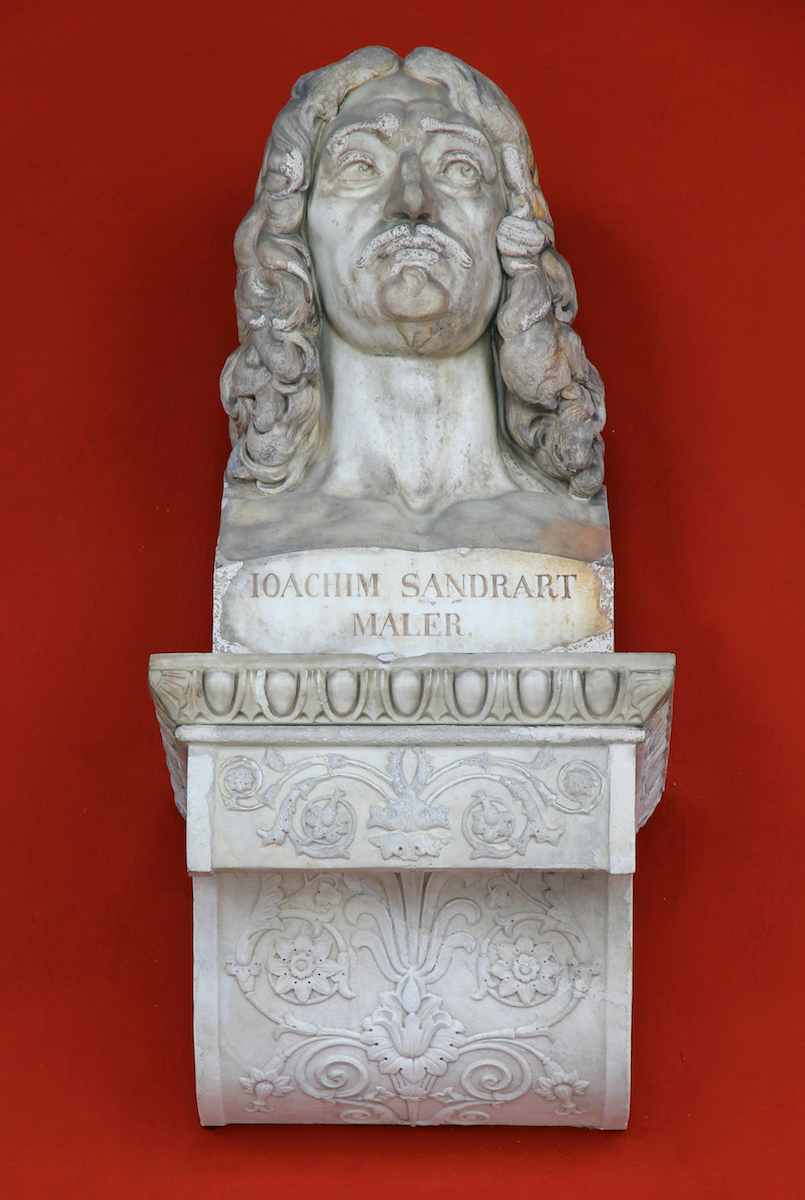
Büste Sandrarts in der Ruhmeshalle, München

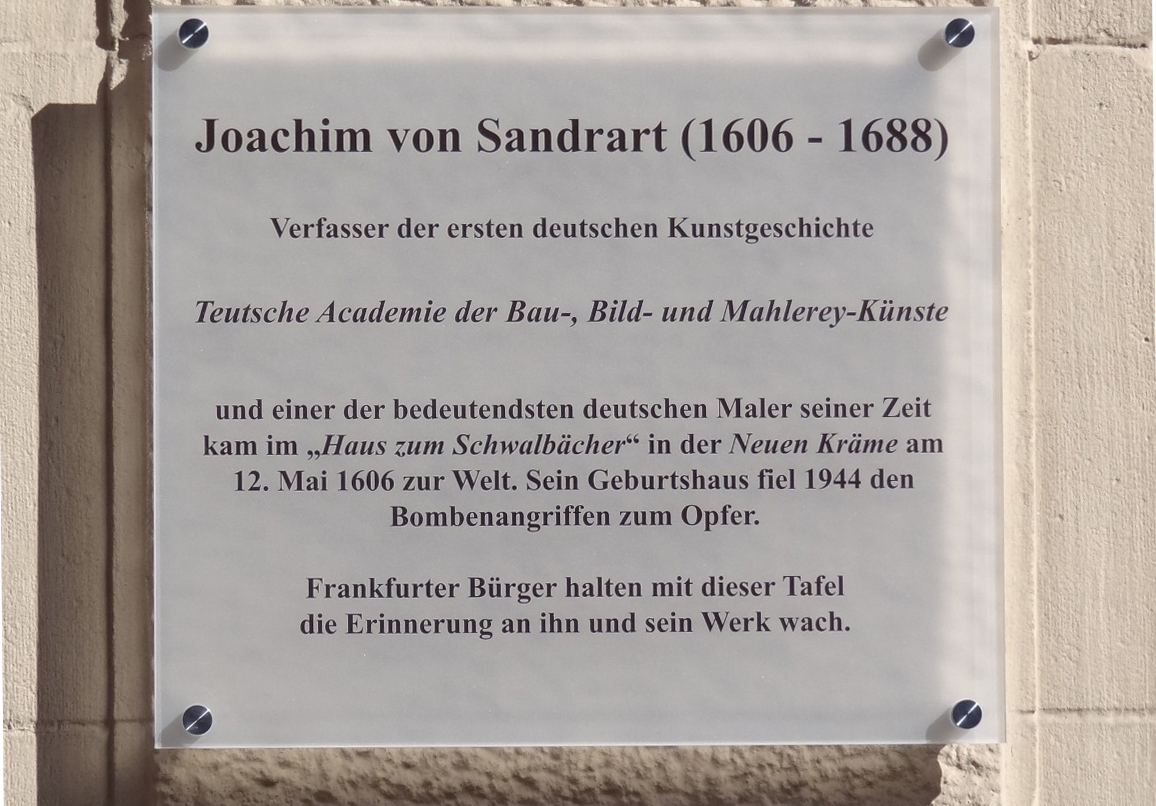
Gedenktafel am Geburtshaus von Joachim von Sandrart in Frankfurt am Main, Braubachstr. 36

Etwa 1615, mit neun oder zehn Jahren, begann Sandrart eine Lehre als Kupferstecher und Maler in Nürnberg bei Peter Isselburg (1620/21) und in Prag bei Egidius Sadeler d.Ä. Den ersten künstlerischen Unterricht hatte er allerdings schon früher in der Werkstatt des Daniel Soreau erhalten. Zehn Jahre später (1625) wurde er in Utrecht Schüler bei Gerrit van Honthorst und blieb es bis 1629. In den folgenden sechs Jahren (bis 1635) reiste Sandrart mit seinem Lehrer Honthorst nach England und Italien. Unter anderem malte er dort den Tod Senecas, ein Nachtstück ganz im Stil Honthorsts. Auch lieferte er zahlreiche Zeichnungen zu der zwischen 1635 und 1637 publizierten Sammlung von Stichen antiker Statuen des Marchese Vincenzo Giustiniani, der Galleria Giustiniana. Durch Papst Urban VIII. bekam Sandrart mehrere Aufträge. Dies waren meist Porträts und biblische Szenen für die Innenausstattung von römischen Kirchen. Einige Zeichnungen, die Sandrart in seinen italienischen Jahren fertigte, dienten später als Vorlagen für Kupferstiche in dem Itinerarium Italiae nov-antiquae von Martin Zeiller und der Archontologia cosmica von Johann Ludwig Gottfried.
1635 kehrte Sandrart nach Frankfurt am Main zurück und wohnte dort zwei Jahre. 1637 ging er nach Amsterdam und ließ sich dort bis 1645 nieder, wo er bald einer der gesuchtesten Porträtmaler wurde. Er fand Eingang in die wichtigsten Gesellschaftskreise und verkehrte dort als geachteter Kunstkenner, Kaufmann und Maler. Für Maximilian I. von Bayern schuf Sandrart dort die Zwölf Monate und die allegorischen Darstellungen Tag und Nacht für dessen Galerie zu Schleißheim. Um 1643 kehrte er aus den Niederlanden nach Deutschland zurück, wo er sich fortan auf dem von seinem Schwiegervater ererbten Landsitz auf Schloss Stockau bei Ingolstadt  niederließ. Im rekatholisierten Herzogtum Pfalz-Neuburg wurden ihm das Privileg der Religionsfreiheit und der Titel Pfalz-Neuburgischer Rat zugestanden; 1646 erhielt er die Hofmarksgerechtigkeit.
1649 ging Sandrart wieder nach Nürnberg, wo er sich eine bessere Auftragslage versprach. Er malte hauptsächlich die dort anwesenden Gesandten. Sein bedeutendstes Werk aus jener Zeit ist die Darstellung Das große Friedensmahl, welches das am 25. September 1649 stattfindende Essen des Pfalzgrafen Karl Gustav mit den kaiserlichen und schwedischen Kommissaren und den Reichsständen im Rahmen des Friedensexekutionskongresses zeigt. Nachdem er in Wien Kaiser Ferdinand III., dessen Gemahlin sowie den römischen König Ferdinand IV. und den Erzherzog Leopold porträtiert hatte, wurde er aus Dank in den österreichischen Adelsstand erhoben. Als weitere Ehre wurde er 1676 durch Herzog August von Sachsen-Weißenfels in die Fruchtbringende Gesellschaft aufgenommen. Der Herzog verlieh ihm den Gesellschaftsnamen der Gemeinnützige und das Motto ragt weit hervor. Als Emblem wurde ihm die rote Tanne zugedacht. Im Köthener Gesellschaftsbuch findet sich Sandrarts Eintrag unter der Nr. 836.

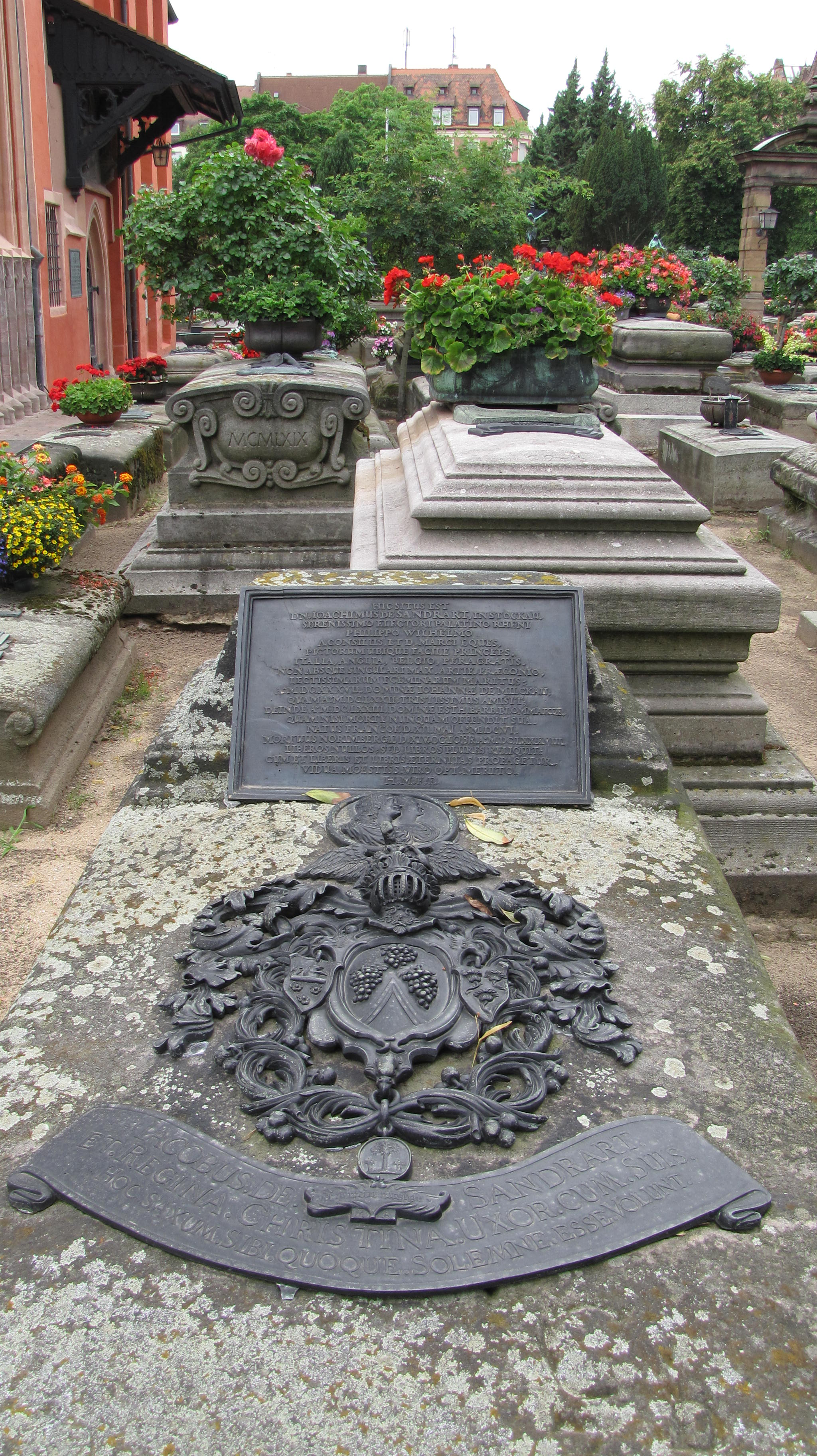
Grab Sandrarts Johanniskirchhof in Nürnberg

Sandrarts (genannt auch der „deutsche Vasari“) Neuinterpretationen von Kunstwerken anderer Künstler sind bekannter, als seine selbstgeschaffenen Kunstwerke.
In süddeutschen und österreichischen Galerien und Kirchen findet man noch einige Werke von ihm. Für den Würzburger Dom hatte er um 1670 eine Kreuzabnahme Christi und eine Himmelfahrt Mariens geschaffen (verbrannt beim Bombenangriff auf Würzburg am 16. März 1945). Größeres Verdienst denn als Künstler hat sich Sandrart durch seine Schriften erworben. Nachdem sein Neffe Jacob von Sandrart 1662 die erste deutsche Kunstakademie in Nürnberg gegründet hatte, stand er dieser ab 1664 als Direktor vor und war nebenher noch in Form der Veröffentlichung akademischer Schriften verlegerisch tätig, was sein Neffe und Erbe dann fortsetzte.
Von 1670 bis 1673 gründete er in Augsburg eine private Kunstakademie, eine Vorgängereinrichtung der heutigen Hochschule Augsburg. 1675 entstand das Gemälde Jakobs Traum an der Südwand der Barfüßerkirche in Augsburg.
1681 sorgte Sandrart für die Renovierung von Albrecht Dürers Grab (St. Johannis I / 0649) auf dem St. Johannisfriedhof in Nürnberg, wo er schließlich im Jahre 1688 seine letzte Ruhestätte fand (Grab St. Johannis IC / 003b).

## „Die Teutsche Academie“
Sein kunsttheoretisches und kunsthistorisches Hauptwerk, die Teutsche Academie der Edlen Bau-, Bild- und Mahlerey-Künste, dessen Konzeption er mit Hilfe seines Neffen Jacob von Sandrart entwarf, erschien in mehreren Teilen zwischen 1675 und 1679. Es entstand in Zusammenarbeit mit dem Nürnberger Dichter Sigmund von Birken, der die Textvorlagen Sandrarts überarbeitete und mit zahlreichen Gedichten ergänzte. Sie gilt als erste theoretische Schrift zur Kunst in deutscher Sprache und enthält die erste Biographie des Künstlers Matthias Grünewald, eines bedeutenden deutschen Malers und Graphikers aus der Renaissance-Zeit. Sandrart ließ dieser dann ein Jahr später (1680) mit der Übersetzung von Vincenzo Cartaris Le imagini colla sposizione degli dei degli antichi (auf Deutsch: Iconologia Deorum oder Abbildung der Götter welche von den Alten verehret worden) eine weitere epochale Schrift zur Kunstgeschichte folgen.
Auch Johann Wolfgang von Goethe hat später zur Teutschen Academie in der Literaturzeitschrift Frankfurter gelehrte Anzeigen eine Rezension verfasst, ebenso wie auch Johann Gottfried Herder, und sich darin zur Wichtigkeit der Ovid'schen Verwandlungen geäußert.

## Werke

### Schriften
- L’Academia Todesca della Architectura Scultura et Pictura: Oder Teutsche Academie der Edlen Bau- Bild und Mahlerey-Künste, 1. Teil, Nürnberg (Johann-Philipp Miltenberger) 1675 (Band 1,1: Digitalisat und Volltext im Deutschen Textarchiv, Band 1,2: Digitalisat und Volltext im Deutschen Textarchiv, Band 1,3: Digitalisat und Volltext im Deutschen Textarchiv)
- Teutsche Academie zweyter und letzter Haupt-Teil, Nürnberg (Ch. G. Froberger) 1679 (Band 2,1: Digitalisat und Volltext im Deutschen Textarchiv, Band 2,2: Digitalisat und Volltext im Deutschen Textarchiv, Band 2,3: Digitalisat und Volltext im Deutschen Textarchiv)
- P. Ovidii Nas. metamorphosis oder des verblümten Sinns der Ovidianischen Wandlungs-Gedichte gründliche Auslegung: … 1.–12. Buch [mit] P. Ovidii Nasonis Lebenslauff/ aus dem Niederländischen Carls von Mander … ins Teutsche übers. und der Sandrartischen Academie einverleibet, Nürnberg [Froberger], 1679
- Iconologia deorum, oder Abbildung der Götter, welche von den Alten verehret worden, Nürnberg (Christian Siegmund Froberger) 1680 (Digitalisat und Volltext im Deutschen Textarchiv)
- Sculpturae veteris admiranda, Nürnberg (Christian Siegmund Froberger) 1680
- Academia nobilissimae artis pictoriae, Nürnberg (Christian Sigismund Froberger) 1683
- Romae antiquae et novae theatrum, Nürnberg (Christian Sigismund Froberger) 1684
- Des alten und neuen Roms grosser Schau-Platz, Nürnberg 1685
- Insignium Romae templorum prospectus exteriores et inferiores. Nürnberg: Selbstverl., 1690

### Faksimile und Neueditionen
- Teutsche Academie der Edlen Bau-, Bild- und Mahlerey-Künste. Nürnberg: Uhl, 1994 (Bände 1–3, Nachdruck der Ausgabe Nürnberg 1675–79), ISBN 3-921503-79-5
- Teutsche Academie der Bau-, Bild- und Mahlerey-Künste, wissenschaftlich kommentierte Online-Edition, hrsg. von Thomas Kirchner, Alessandro Nova, Carsten Blüm, Anna Schreurs und Thorsten Wübbena, 2008–2012, verfügbar unter http://ta.sandrart.net/
- Sculpturae veteris admiranda/Academia nobilissimæ artis pictoriæ/Romæ antiquæ et novæ theatrum, wissenschaftliche Online-Edition, hrsg. von Thomas Kirchner, Alessandro Nova, Carsten Blüm, Anna Schreurs und Thorsten Wübbena, 2012, verfügbar unter http://la.sandrart.net/

### Übersetzungen
- Iconologia Deorum oder Abbildung der Götter welche von den Alten verehret wurden. - Nürnberg: Froberger, 1680

### Gemälde

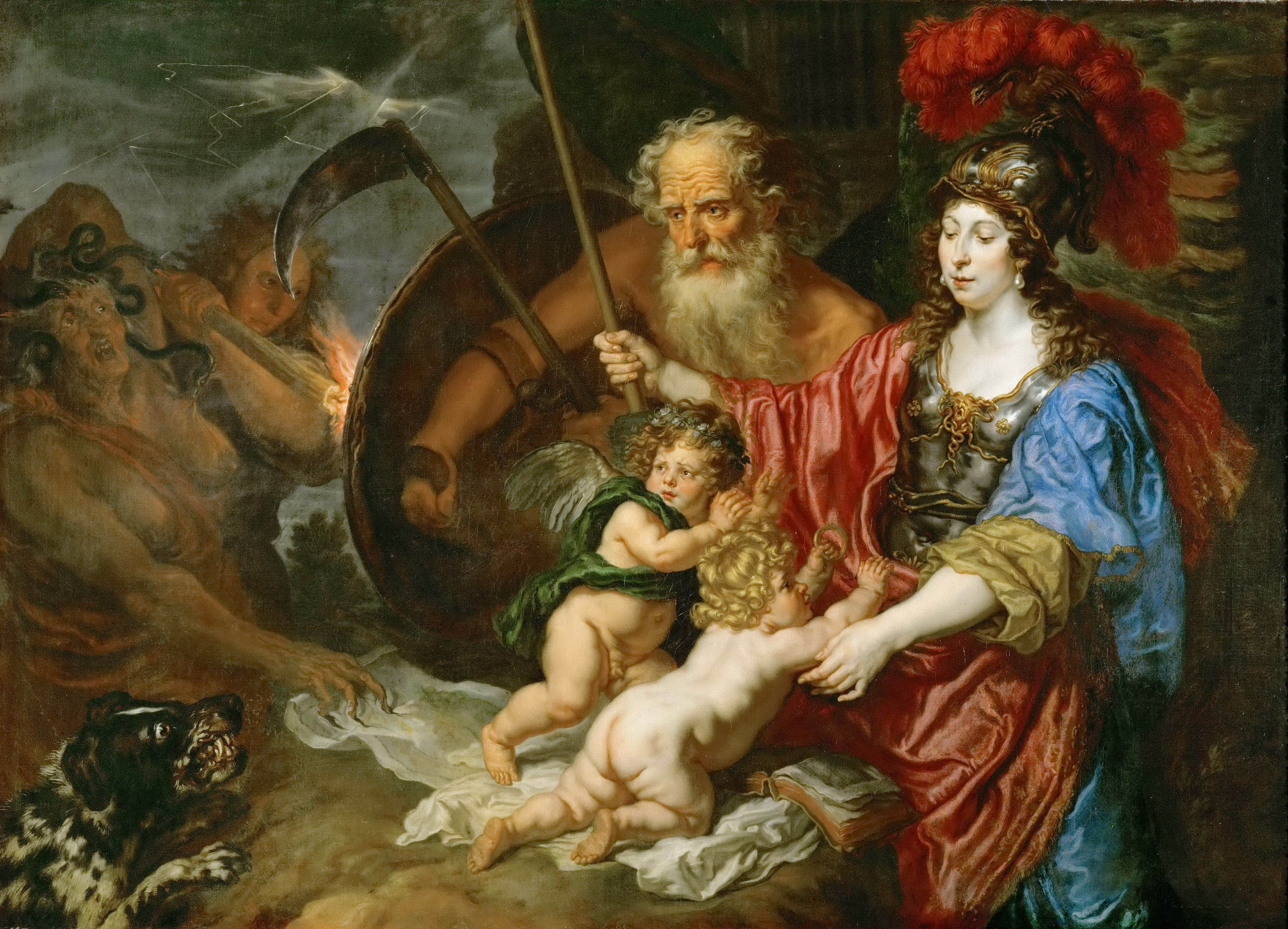
Minerva und Saturn beschützen Kunst und Wissenschaft, 1644, Kunsthistorisches Museum, Wien

- Monatsbilder im Schloss Schleißheim bei München, Januar–Dezember, 1642
- Mariä Verkündigung und Hl. Johannes Baptist und Cäcilia (Mariä-Verkündigungs-Kapelle Frauenkirche München), 1664[10]
- Hochaltarbild Klosterkirche St. Walburg (Eichstätt), 1666[11]
- Kajetans wunderbares Eingreifen bei der Pest zu Neapel (Altarbild linkes Querschiff in der Theatinerkirche München), 1670[12], ca. 850 × 440 cm, Öl auf Leinwand[13]
- Kurfürst Maximilian I. von Bayern in: Alte Pinakothek München (zugeschrieben; nach einem Stich von Michael Natalis)
- Abschied der Apostel (Seitenaltarbild Jesuitenkirche Landshut), 1644
- Hl. Sebastian und Hl. Irene (Seitenaltarbild Jesuitenkirche Landshut), 1644
- Joseph und Joachim und Johannes der Täufer (St.-Anna-Altar St. Peter München), 1647[14]
- Friedensmahl (Nürnberg, Museen der Stadt Nürnberg, Gemälde- und Skulpturensammlung, Inv.-Nr.: Gm 0009, z. Zt. Stadtmuseum Fembohaus), 1650, 290×445 cm
- Maria von Baaden und Hochberg, Nürnberg, 1650[15]

in Österreich:

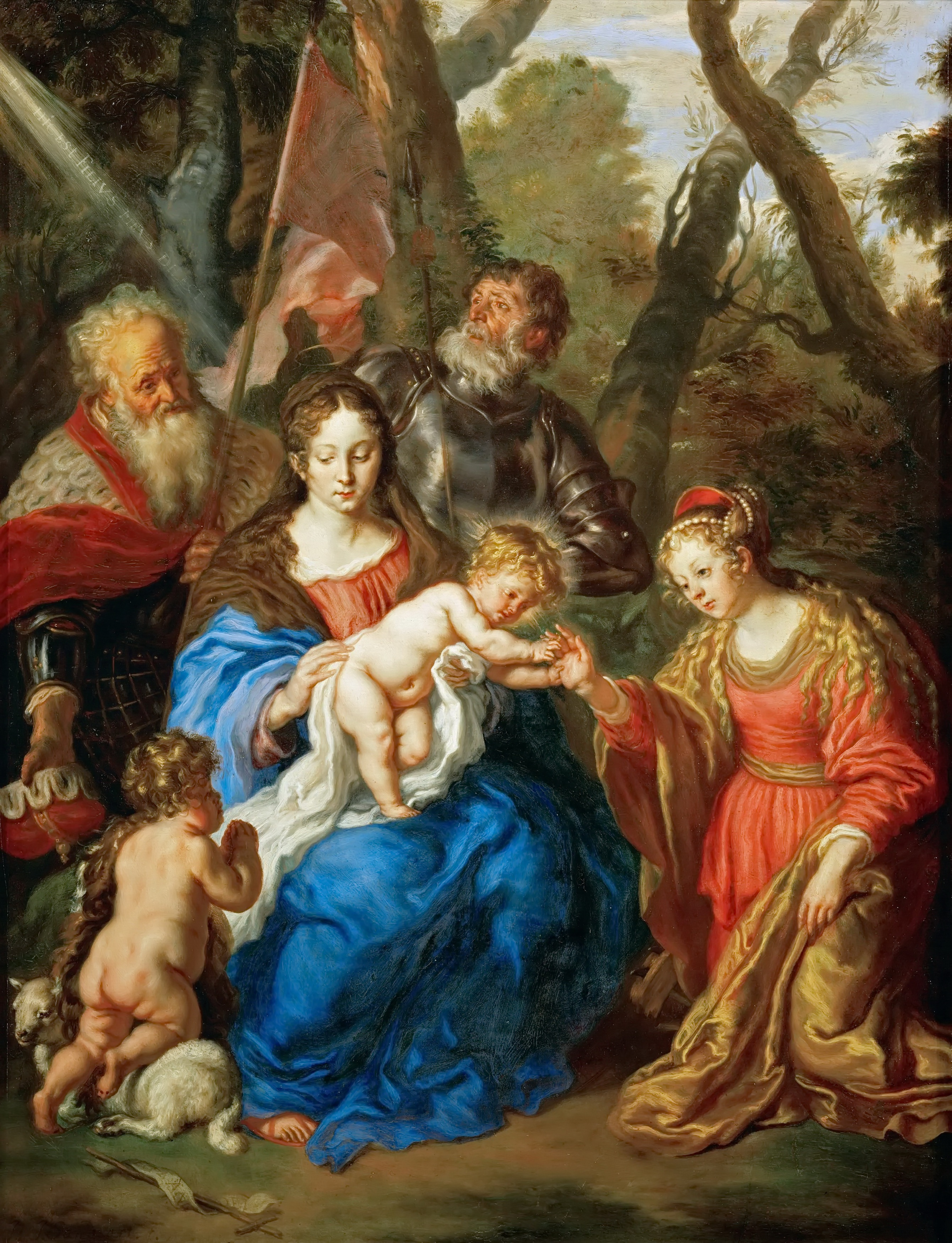
Mystische Verlobung der Hl. Katharina, 1647, Kunsthistorisches Museum, Wien

- Abschied der Apostel Petrus und Paulus (Seitenaltarbild Schottenkirche Wien), 1652
- Kreuzigung Christi (Seitenaltarbild Stiftskirche Lambach), 1652–1656
- Pfingstwunder (Seitenaltarbild Stiftskirche Lambach), 1652–1656
- Verherrlichung des Rosenkranzes (Seitenaltarbild Stiftskirche Lambach), 1652–1656
- Martyrium des Hl. Placidus (Seitenaltarbild Stiftskirche Lambach), 1652–1656
- Erweckung eines toten Knaben durch den Hl. Benedikt (Seitenaltarbild Stiftskirche Lambach), 1652–1656
- Martyrium des Hl. Sebastian (Seitenaltarbild Stiftskirche Lambach), 1652–1656
- Übergabe der Reliquien des Hl. Julian an Erzherzogin Claudia (Seitenaltarbild Stiftskirche Lambach), 1652–1656
- Tod des Hl. Josef (Seitenaltarbild Stiftskirche Lambach), 1652–1656
- Kreuzigung (Seitenaltarbild für den Stephansdom, später in der Garnisonskirche und in der Neulerchenfelder Pfarrkirche in Wien, ab 2019 wieder über dem Eingang zum Adlertor im Stephansdom angebracht[16]), 1653
- Kreuzigung (Seitenaltarbild Schottenkirche Wien), 1654
- Mariä Himmelfahrt (Hochaltarbild Stiftskirche Lambach), 1656, 700 × 350 cm, Öl auf Leinwand[17]
- Anna Selbdritt (Seitenaltarbild Salzburger Dom), 1656

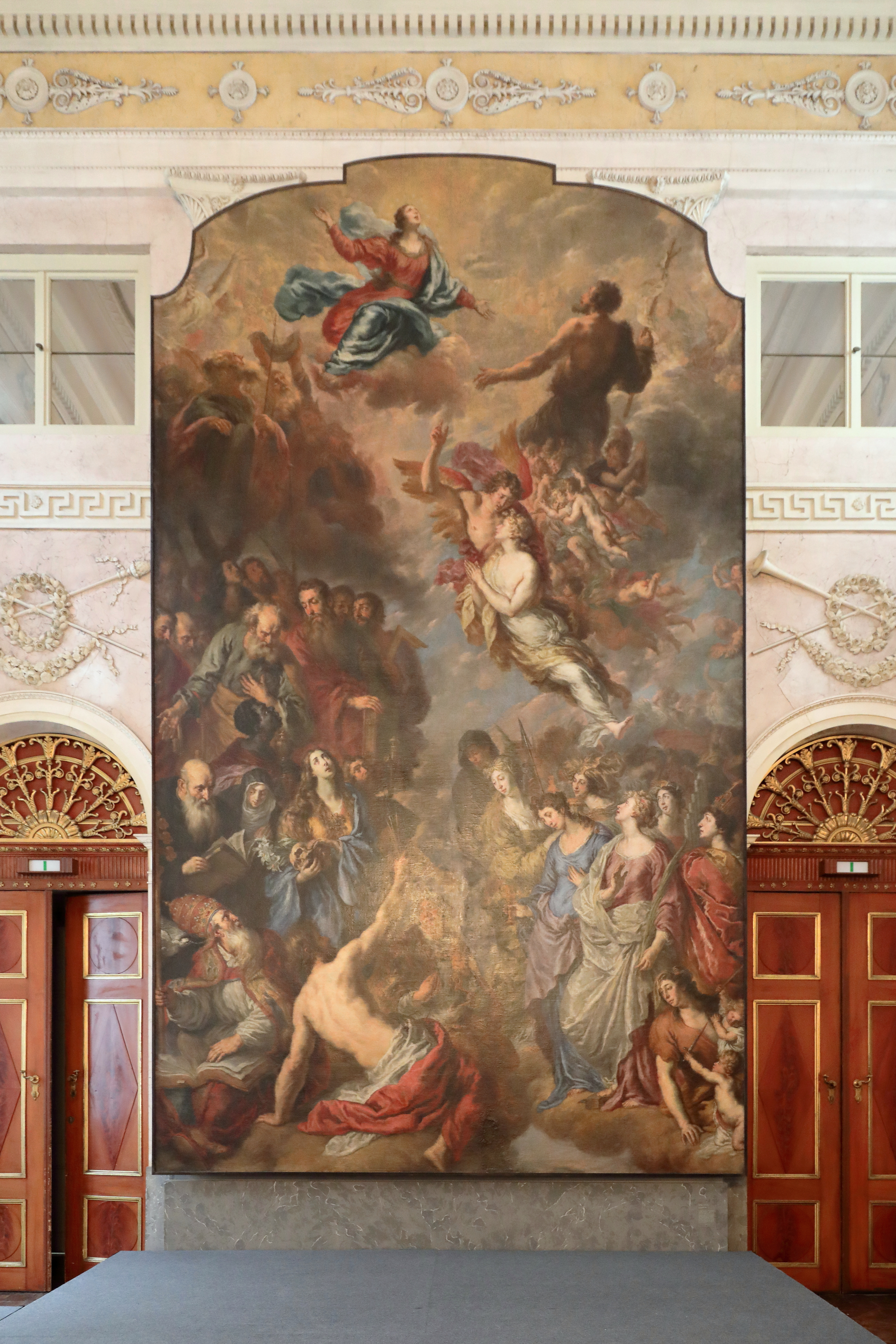
Ehem. Hochaltarbild der Schottenkirche in Wien (1671)

- Himmlische Glorie (ehem. Hochaltarbild Schottenkirche Wien, jetzt im Prälatensaal des Schottenstifts), 1671, 700 × 400 cm, Öl auf Leinwand[18]

andere:
- Odysseus und Nausikaa (Rijksmuseum Amsterdam, Inv.-Nr.: SK-A-4278), 1642, 104 × 168,5 cm, Öl auf Leinwand
- Portrait Pieter Cornelius Hooft  (Rijksmuseum Amsterdam, Inv.-Nr.: SK-A-364), 1641, 27 cm × 22,5 cm, Öl auf Holz
- Der gute Samariter (Pinacoteca di Brera Mailand), 1632, 133 cm × 133 cm, Öl auf Leinwand[19]
- Flora, nach Tizian, ca. 1640

## Ausstellung
- 2013: Unter Minervas Schutz. Bildung und Kunst in Joachim von Sandrarts “Teutscher Academie”, Herzog August Bibliothek, Wolfenbüttel. Katalog.